# عزلة بني يعمر (حجة)

تعديل مصدري - تعديل

عزلة بني يعمر هي إحدى عزل مديرية أفلح اليمن في محافظة حجة اليمنية ويبلغ تعداد سكانها 1169 نسمة حسب التعداد السكاني في اليمن لعام 2004.

## روابط خارجية
- الجهاز المركزي للإحصاء بالجمهورية اليمنية
- المركز الوطني للمعلومات باليمن
- World Gazetteer:Yemen
- الدليل الشامل